# Ratana

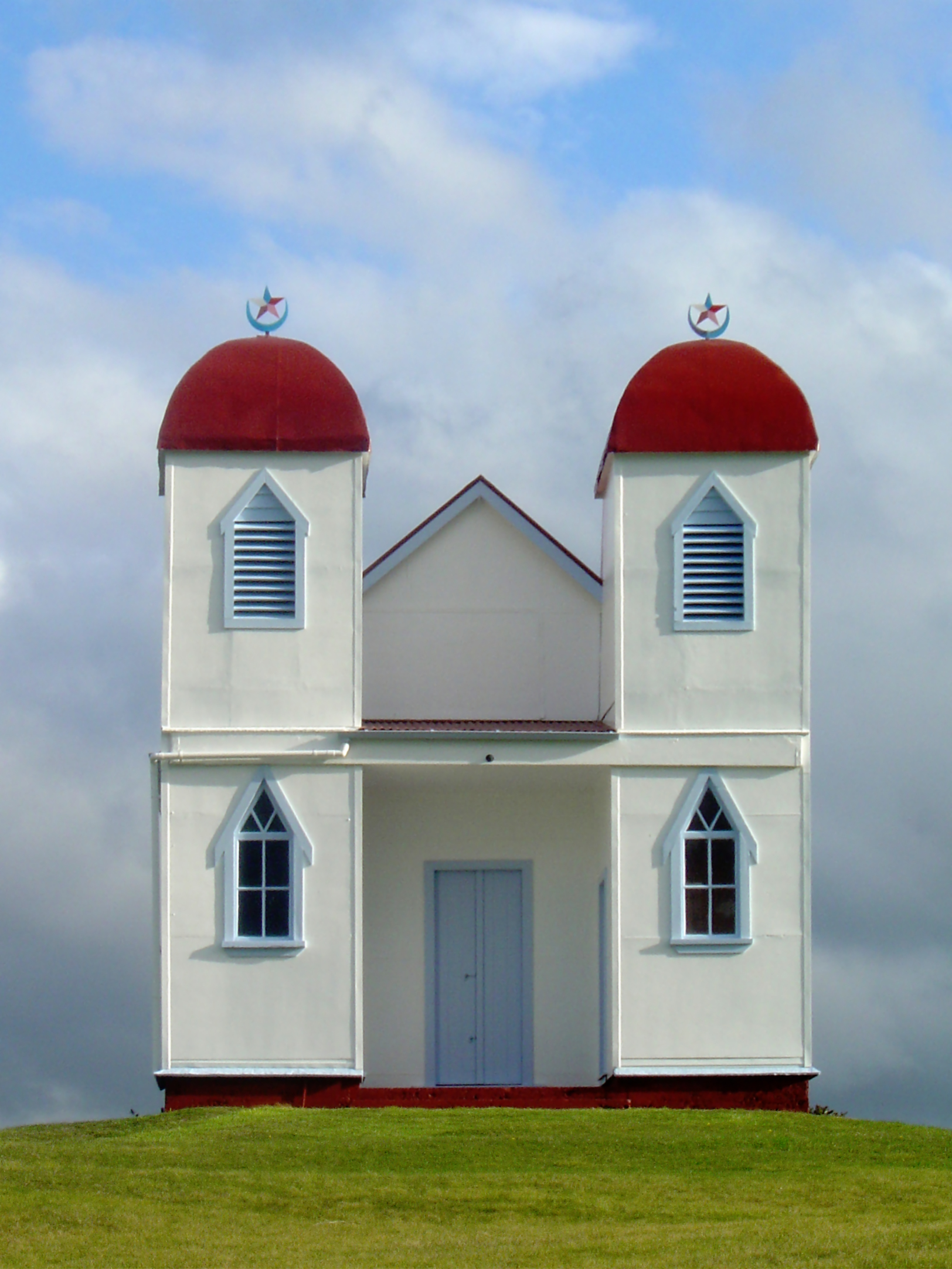
Un exemple d'église ratana près de Raetihi

Le mouvement religieux et politique tribal maori Ratana est fondé par Tahupotiki Wiremu Ratana au début du XXe siècle. Le siège de l'Église Ratana est à Ratana, près de Wanganui.
Les premières décennies du XXe siècle furent difficiles pour les Maori, démographiquement et culturellement. Ils avaient en grande partie perdu leur ancienne culture tribale, leurs terres et leur religion dû à l'arrivée des missionnaires  et colons chrétiens. Dès les années 1860 plusieurs Maori, dont Te Ua Haumene, Te Kooti, Te Whiti o Rongomai et Tohu Kakahi traduisent la Bible en maori.
En 1918 T.W. Ratana a une vision, dit-il divinement inspirée, lui demandant de répandre l'évangile parmi les Maori pour détruire le pouvoir des tohunga et « guérir les esprits et corps » de son peuple. Il parlera devant des nombres grandissants de Maori ; on l'appelle le « Maori Miracle Man ». L'Église Te Haahi Ratana est fondée le 31 mai 1925, son fondateur reconnu « Te Mangai » ou « messager de Dieu ».
L'Église s'alliera plus tard avec le Parti travailliste et verra un certain succès au Parlement, la plupart des ministres Maori étant de l'Église Ratana.

## Députés Ratana
Les députés Ratana incluent :
- Eruera Tirikatene (1932-1967)
- Toko Ratana (1935-1944)
- Paraire Karaka Paikea (1938-1943)
- Tiaki Omana (1943-1963)
- Tapihana Paraire Paikea (1943-1963)
- Matiu Ratana (1945-1949)
- Iriaka Matiu Ratana (1949-1969)
- Matiu Rata (1963-1980)
- Paraone Reweti (1967-1981)
- Mita Ririnui (1999-2011)

## Sources
- (en) Cet article est partiellement ou en totalité issu de l’article de Wikipédia en anglais intitulé « Ratana » (voir la liste des auteurs).
- (en) James McLeod Henderson ; Ratana The Man, The Church, The Movement ; Ire éd. ; A.H & A.W. Reed Ltd ; 1963 ;  (ISBN 0589006193)
- (en) Maori Leaders ; Traité de Waitangi
- (en) Jon Stokes ; Enduring attraction of Ratana ; New Zealand Herald ; 21 janvier 2006
- (en) Keith Newman ; A Sleeping Giant ; Manawatu Evening Standard ; 23 janvier 2002